# آيت موسى (آيت موسى)
آيت موسى هو دُوَّار يقع بجماعة عين اللوح، إقليم إفران، جهة فاس مكناس في المملكة المغربية. ينتمي الدوّار لمشيخة آيت موسى التي تضم دوار واحد. يقدر عدد سكانه بـ 1199 نسمة حسب الإحصاء الرسمي للسكان والسكنى لسنة 2004.

## وصلات خارجية
- البوابة الوطنية للجماعات الترابية
- المندوبية السامية للتخطيط